# Dana Winner
Dana Winner, egentligen Chantal Vanlee, född 10 februari 1965 i Hasselt, Belgien, är en belgisk sångerska. Hon slog igenom med "Op het dak van de wereld", en tolkning av Top of the World. Hon har noterats för listframgångar i bland annat Belgien, Danmark Nederländerna. och Sverige.

### Fotnoter
1. ↑  ”Danna Winner”. Ultratop. http://www.ultratop.be/nl/song/7ff9c/Dana-Winner-Beter-van-niet. Läst 6 december 2014.
2. ↑  ”Danna Winner”. Danishcharts. Arkiverad från originalet den 21 december 2014. https://web.archive.org/web/20141221083710/http://danishcharts.com/showitem.asp?interpret=Dana+Winner&titel=One+Way+Wind&cat=a. Läst 6 december 2014.
3. ↑  ”Danna Winner”. Dutchcharts. http://dutchcharts.nl/showitem.asp?interpret=Dana+Winner&titel=Geef+me+je+droom&cat=s. Läst 6 december 2014.
4. ↑  ”Danna Winner”. Swedishcharts. http://swedishcharts.com/showitem.asp?interpret=Dana+Winner&titel=One+Way+Wind&cat=a. Läst 6 december 2014.